# Thymus pulegioides
Thyms pulegioides é uma espécie de planta com flor pertencente à família Lamiaceae. 
A autoridade científica da espécie é L., tendo sido publicada em Species Plantarum 2: 592. 1753.
Os seus nomes comuns são erva-ursa, serpão, serpil, serpilho, serpol, tomilho-das-searas, tomilho-das-serras ou tomilho-dos-prados.

## Portugal
Trata-se de uma espécie presente no território português, nomeadamente em Portugal Continental.
Em termos de naturalidade é nativa da região atrás indicada.

## Protecção
Não se encontra protegida por legislação portuguesa ou da Comunidade Europeia.